# الجبهة الشعبية للعدالة في الكونغو
الجبهة الشعبية للعدالة في الكونغو (بالفرنسية: Front populaire pour la justice au Congo أو FPJC) هي جماعة مسلحة تعمل في جنوب مقاطعة إيتوري في جمهورية الكونغو الديمقراطية، حيث شاركت في نزاع إيتوري. تشكلت في سبتمبر 2008 من انشقاق جبهة المقاومة الوطنية في إيتوري واندماج الجهات المسلحة الأخرى، بما في ذلك مقاتلون من الجبهة القومية والتكاملية، الذين قاوموا حملات نزع السلاح الوطنية.    وقد أعربت الجماعة عن معارضتها لمحاولة عام 2006 لحل نزاع إيتوري، والتي منحت عفواً لمشاركين سابقين في النزاع.  في عام 2011، قُدر أن المجموعة لا تضم أكثر من 100 عضو.  في حين أن قوات المقاومة الوطنية في إيتوري كانت مرتبطة ارتباطًا وثيقًا بمجموعة نغيتي العرقية اللغوية، فإن الجبهة الشعبية للعدالة تضم أعضاء من خلفيات عرقية أكثر تنوعًا.
في أكتوبر 2008، اشتبكت الجبهة الشعبية مع القوات الحكومية الكونغولية بالقرب من بونيا في منطقة إيتوري، مما أدى إلى نزوح الآلاف من السكان المحليين  قبل أن يتم صدها من قبل القوات الحكومية وبعثة الأمم المتحدة في جمهورية الكونغو الديمقراطية. في آذار / مارس 2009، شنت الجبهة هجمات على القرى الواقعة جنوب شرق بونيا، أعقبتها هجمات مضادة من قبل قوات المقاومة الوطنية في إيتوري.  وألقت المفوضية السامية للأمم المتحدة لشؤون اللاجئين باللوم على القتال بين الجماعات المتمردة في نزوح أكثر من 30 ألف كونغولي في إيتوري.  أطلقت القوات الحكومية عملية في عام 2010 لصد الجبهة الشعبية والجماعات المتمردة الأخرى العاملة في إيتوري وإعادة توطين السكان المعرضين للخطر.  قُبض على القائد السابق للحركة، شريف ماندو، في 2 سبتمبر / أيلول 2010، في مدينة أروا الواقعة غربي أوغندا. واعتقل زعيمها، جان كلود باركا، في نفس الوقت تقريبا.  تبع اعتقال ماندو صراع على السلطة بين مساعديه. تولى ديفيد مبادو زمام الأمور بعد اختفاء منافسه كوبرا ماتاتا، القائد السابق في قوات المقاومة الوطنية في إيتوري وزعيم الحركة الشعبية لفترة وجيزة. استسلم ماتاتا للقوات العسكرية في نوفمبر 2014 واعتقل في يناير 2015. 
في عام 2011، سرق مقاتلو الحركة مواد للانتخابات الوطنية من مراكز تسجيل الناخبين في إيتوري، على الرغم من أنهم لم يمنعوا تسجيل الناخبين. أفادت الأمم المتحدة أن الجماعة شاركت في عمليات اختطاف وتجنيد قسري للبالغين والأطفال.  اتهم قرار صادر عن البرلمان الأوروبي في عام 2010 الجبهة الشعبية، إلى جانب الجماعات المسلحة الأخرى النشطة في شرق الكونغو، «بالتسبب، بشكل مباشر أو غير مباشر، في آلاف الوفيات، والمعاناة التي لا تطاق، والفقر، والنازحين داخليًا كل شهر».  في عام 2011، تم نقل شريف ماندا إلى المحكمة الجنائية الدولية لإدلاء ماندا بشهادته كشاهد في القضية المرفوعة ضد جيرمان كاتانغا، زعيم المقاومة الوطنية في إيتوري السابق المتهم بارتكاب جرائم حرب وجرائم ضد الإنسانية.